# Cosmin Olăroiu
Cosmin Olăroiu (sinh ngày 10 tháng 6 năm 1969) là một cầu thủ bóng đá người România.

## Sự nghiệp câu lạc bộ
Cosmin Olăroiu đã từng chơi cho JEF United Ichihara.

## Thống kê câu lạc bộ

### J.League
| Đội                 | Năm       | J.League | J.League | J.League Cup | J.League Cup | Tổng cộng | Tổng cộng |
| Đội                 | Năm       | Trận     | Bàn      | Trận         | Bàn          | Trận      | Bàn       |
| ------------------- | --------- | -------- | -------- | ------------ | ------------ | --------- | --------- |
| JEF United Ichihara | 2000      | 10       | 0        | 1            | 0            | 11        | 0         |
| Tổng cộng           | Tổng cộng | 10       | 0        | 1            | 0            | 11        | 0         |